# The Grinning Skull
The Grinning Skull è un cortometraggio muto del 1916 diretto da George O. Nicholls (George Nichols). Prodotto dalla Selig Polyscope Company su un soggetto di William E. Wing, il film aveva come interpreti Eugenie Besserer, Lew Cody, Marion Warner, Fred Hearn.

## Trama
Donald Harvey lavora in una missione patrocinata da ricchi sostenitori. La signora Ward Howe e sua figlia Winifred frequentano la missione, soprattutto quando comincia a girare voce che Donald appartenga a un'importante famiglia. Quando invece si crede che Donald venga dai bassifondi, gli viene sottratta la conduzione della chiesa, anche se il reverendo Gilles Kellog, ex capo della missione, lo difende. San Francisco è colpita dal terremoto e Donald rischia di rimanervi vittima. Viene salvato e si scopre che è l'erede di un grosso capitalista, rimasto ucciso nel terremoto le cui ultime volontà dimostrano che Donald era il suo unico figlio. I vecchi "amici" cercano di riallacciare le loro relazioni con lui, ma ormai Donald ha trovato l'amore in Dorothy, la figlia del reverendo Kellog.

## Produzione
Il film fu prodotto dalla Selig Polyscope Company.

## Distribuzione
Distribuito dalla General Film Company, il film - un cortometraggio in tre bobine - uscì nelle sale cinematografiche statunitensi il 28 febbraio 1916.